# Peter Bergmair
Peter Bergmair (* 31. März 1955 in Friedberg) ist ein deutscher Kommunalpolitiker. Er war vom 1. Mai 2002 bis 30. April 2014 der 1. Bürgermeister der Stadt Friedberg im bayerisch-schwäbischen Landkreis Aichach-Friedberg. Seit Mai 2014 leitet er den Bereich Querschnittsaufgaben im OB-Referat der Stadt Augsburg.

## Studium und Beruf
Nach dem Abitur am Humanistischen Gymnasium bei Sankt Stephan in Augsburg studierte Peter Bergmair Rechtswissenschaften, Amerikanische Kulturgeschichte, Politikwissenschaft und Englische Literatur an der Universität München. Er war Stipendiat der Begabtenförderung der Konrad-Adenauer-Stiftung. Seit 1996 ist er Mitglied in der Auswahlkommission der Begabtenförderung. Im Jahr 1984 erfolgte ein Forschungsaufenthalt in den USA in Virginia und Washington, D.C.
1986 promovierte Peter Bergmair zum Dr. phil. im Fach Politikwissenschaft an der Universität München. In den Jahren 1986 bis 1991 war er bei der Bayerischen Vereinsbank im Zentralbereich für Öffentlichkeitsarbeit und Volkswirtschaft, ab 1989 als Leiter des Büros für PR-Veranstaltungen und -Aktionen beschäftigt. Im Jahr 1991 wurde er Pressesprecher der Stadt Augsburg und stellvertretender Leiter des Büros für Öffentlichkeitsarbeit. 1996 übernahm er die Leitung des Bürgermeisterbüros bei der Stadt Augsburg.

## Amt des Bürgermeisters
Ab Mai 2002 war Peter Bergmair parteiloser Erster Bürgermeister der Stadt Friedberg. Bei der Kommunalwahl am 2. März 2008 errang der damalige Amtsinhaber 58,9 % der Stimmen. Damit war Peter Bergmair für weitere 6 Jahre gewählt. Der Finanzreferent Wolfgang Schuß, der als Bürgermeisterkandidat für die CSU antrat, kam auf 32,0 % der Stimmen.
Peter Bergmair setzte sich für eine dynamische Entwicklung der Wirtschaft und die Schaffung neuer Arbeitsplätze ein. Schwerpunkte seiner Politik waren auch das Bauwesen und die Kultur. Er trat dafür ein, dass das Wittelsbacher Schloss zum kulturellen und gesellschaftlichen Mittelpunkt der Stadt Friedberg wurde und sorgte für den verkehrsberuhigten Ausbau der Ludwigstraße, wodurch die Altstadt aufgewertet wurde. Sein weiteres Engagement galt unter anderem den Schulen sowie der Sicherung des Natur- und Naherholungsraumes Friedberger Au.
2014 trat Bergmair nicht erneut zur Wahl an. Stattdessen übernahm er ab Mai 2014 das neu geschaffene Gebiet Querschnittsaufgaben bei der Stadt Augsburg im Referat von Oberbürgermeister Kurt Gribl. Zu seinem Nachfolger als Bürgermeister von Friedberg wurde in der Stichwahl am 30. März 2014 Roland Eichmann (SPD) gewählt, nachdem im ersten Wahlgang kein Kandidat die absolute Mehrheit erreicht hatte.

## Politische Tätigkeit
- Mitglied im Rat der Stadt Friedberg ab 1990
- Ehrenamtlicher Jugendpfleger in den Jahren 1990 bis 1996
- Mitglied im Kreistag Aichach-Friedberg ab 1996
- Ab 2000 parteifreies Mitglied in der SPD-Stadtrats- und Kreistagsfraktion.

## Persönliches
Peter Bergmair ist verheiratet und Vater von zwei Kindern. Seine Vorliebe gilt der Jazzmusik.